# كيابان (مقاطعة فومن)
كيابان (بالفارسية: کیابان) هي قرية تقع في غيلان في إيران. يقدر عدد سكانها بـ 319 نسمة بحسب إحصاء 2016.